# Disclaimer (Patent)
Ein Disclaimer ist im Patentrecht eine Änderung, mit der ein Patentanspruch eingeschränkt wird, indem ein negatives technisches Merkmal hinzugefügt wird. Typischerweise werden spezifische Ausführungen oder Teilbereiche eines allgemeinen Merkmals ausgeschlossen. Dies geschieht insbesondere dann, wenn der Anmelder zum Zeitpunkt der Anmeldung des Patentes noch nicht den Stand der Technik insgesamt überblicken kann. Solche Änderungen werden vorgenommen, um Kriterien der Patentierbarkeit, insbesondere das Kriterium der Neuheit, zu erfüllen. 
Die Bedingungen für die Zulässigkeit von Disclaimern sind von Land zu Land verschieden.